# Claremont Graduate University

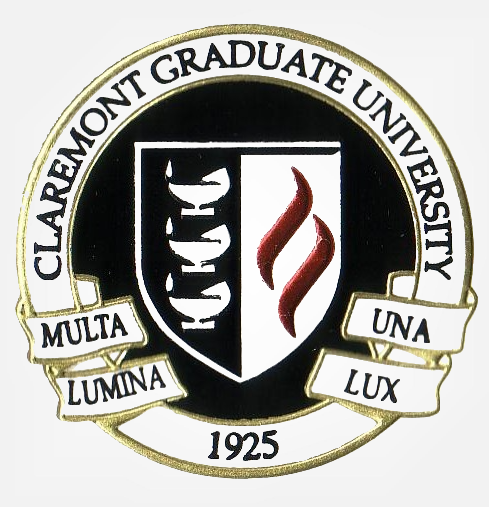
Logo der CGU

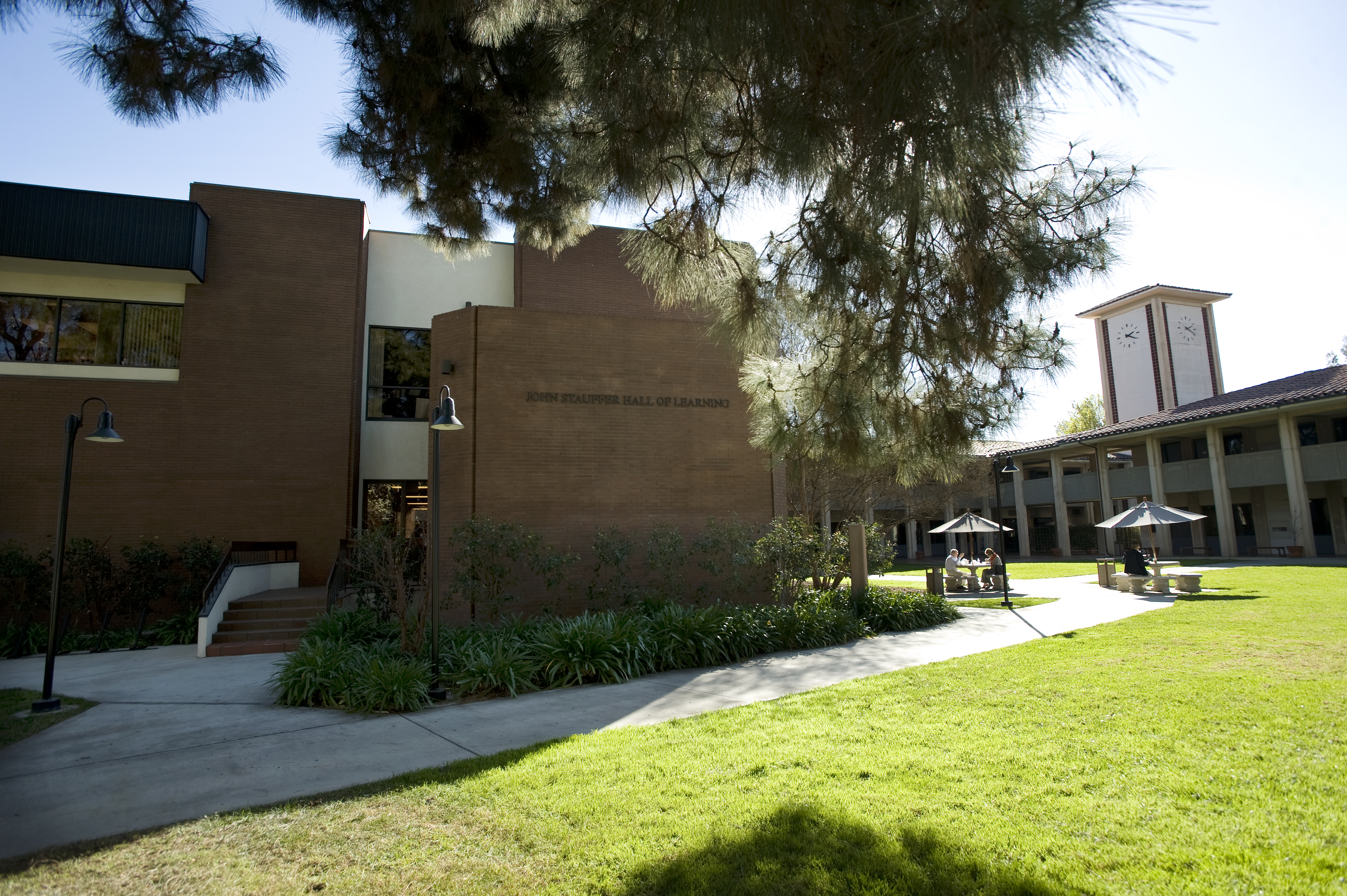
Claremont Graduate University

Die Claremont Graduate University (CGU) ist eine private US-amerikanische Forschungsuniversität in Claremont (Kalifornien), die zu den Claremont Colleges mit fünf Colleges (Pomona College, Claremont McKenna College, Harvey Mudd College, Scripps College (nur weiblich), Pitzer College) und zwei Einrichtungen der folgenden Universitätsbildung (CGU, Keck Graduate Institute of Applied Life Sciences) gehört.
Die Universität besteht aus sieben getrennten Einheiten: School of Arts & Humanities (mit Schwerpunkten auf Religion, auch Frauenstudien); School of Community & Global Health; Drucker School of Management; School of Educational Studies; the School of Social Science, Policy, & Evaluation; Center for Information Systems & Technology (gegründet von Paul Gray); Institute of Mathematical Sciences. Es gibt kein medizinisches Studium.
Bei der Gründung 1925 war die CGU, deren Name sich mehrfach änderte, das zweite der Claremont Colleges nach dem Pomona College. Sie wurden nach dem Modell der Universität Oxford entworfen: Statt einer großen Universität gibt es mehrere getrennte Institute, die einer unterschiedlichen pädagogischen Theorie folgen. Prinzipiell wird die Ausbildung der Graduierten von den undergraduates getrennt. Die Studenten lernen eine interdisziplinäre Forschung als „Transdisciplinarity“ kennen.
Die CGU umfasst mehr als 2000 Master- und PhD-Studenten, die in 31 Disziplinen von etwa 200 Dozenten betreut werden. 2018 wurde das erste online Masterprogramm eingeführt.

## Bekannte Dozenten
- Jacek Kugler (* 1942) – Politologe, ehem. Präsident der International Studies Association, und Peace Science Society
- Mihály Csíkszentmihályi (1934–2021) – Psychologe und Theoretiker des Flow
- Peter Drucker (1909–2005) – Theoretiker für Management und „social ecologist“
- Ikujiro Nonaka (1935–2025) – Ökonom des knowledge management
- William J. LeVeque (1923–2007) – Mathematiker
- Robert Folger Thorne (1920–2015) – Botaniker
- Peter Boyer (* 1970) – Komponist
- Suzanne Muchnic (* 1940) – Kunstkritikerin
- Richard Bushman (* 1931) – Religionshistoriker und Mormonenexperte
- Ingolf Ulrich Dalferth (* 1948) – deutscher Religionsphilosoph
- John Hick (1922–2012) – Religionsphilosoph und Theologe
- Jack Miles (* 1942) – Autor, Gewinner des Pulitzer Prize und der MacArthur Fellowship
- Rosemary Radford Ruether (1936–2022) – Feministische Vertreterin der Ökotheologie

## Absolventen
- Arthur Janov (1924–2017) (Ph.D.) – Psychologe und Urschrei-Therapeut
- Joyce Appleby (1929–2016) (Ph.D. 1966) – Historikerin und Präsidentin der Organization of American Historians und der American Historical Association
- Irene Eber (1929–2019) (Ph.D. 1966) – deutschstämmige, israelische Sinologin an der Hebrew University of Jerusalem
- David Ray Griffin (1939–2022) (Ph.D. 1970) – Religionsphilosoph und Theologe
- Bas Jan Ader (1942–1975) (MA 1967) – niederländischer Konzeptkünstler und Fotograf
- James Turrell (* 1943) (MA 1973) – Installationskünstler
- Bhikkhu Bodhi (* 1944) (Ph.D. 1972) (Jeffrey Block) – buddhistischer Mönch
- Lewis Baltz (1945–2014) (MA 1971) – Visual artist; Professor für Fotografie an der European Graduate School in Saas-Fee, Schweiz
- Rachel Pollack (1945–2023) (MA) – Science fiction-Autor
- Philippe Maystadt (1948–2017) (MA 1973) – belgischer Minister und Präsident der European Investment Bank
- Marvin Meyer (1948–2012) (Ph.D. 1979) – Koptologe und Bibelexperte
- Rudolf Volz (* 1956) (Ph.D. 1982) – Mathematiker und Autor für Musiktheater
- Abdulla Yameen (* 1959) – Präsident der Malediven 2013–2018
- John C. Eastman (* 1960) (Ph.D.) – Politiker und Anwalt von Donald Trump
- Michael Anton (* 1970) (MA) – Kommunikationsberater beim United States National Security Council

## Einzelbelege
1. ↑  Schools – Claremont Graduate UniversityClaremont Graduate University. Abgerufen am 25. März 2023 (amerikanisches Englisch).

Koordinaten: 34° 6′ 14″ N, 117° 42′ 45″ W